# Чемпіонат світу з боротьби 2002
Чемпіонат світу з боротьби 2002 складався з трьох окремих чемпіонатів. Змагання з вільної боротьби серед чоловіків пройшли в Тегерані (Іран) з 7 по 9 вересня, серед жінок — в Халкіді (Греція) з 2 по 3 листопада, а змагання з греко-римської боротьби серед чоловіків — в Москві (Росія) з 20 до 22 вересня.
Був розіграний двадцять один комплект нагород — по сім у вільній, греко-римській та жіночій боротьбі.

## Загальний медальний залік
| Місце  | Країна       | Золото | Срібло | Бронза | Загалом |
| ------ | ------------ | ------ | ------ | ------ | ------- |
| 1      | Росія        | 5      | 3      | 3      | 11      |
| 2      | Японія       | 3      | 1      | 0      | 4       |
| 3      | Швеція       | 2      | 2      | 2      | 6       |
| 4      | Україна      | 2      | 0      | 3      | 5       |
| 5      | Іран         | 1      | 2      | 3      | 6       |
| 6      | Куба         | 1      | 2      | 2      | 5       |
| 7      | Грузія       | 1      | 1      | 1      | 3       |
| 7      | США          | 1      | 1      | 1      | 3       |
| 9      | Болгарія     | 1      | 0      | 1      | 2       |
| 9      | Туреччина    | 1      | 0      | 1      | 2       |
| 11     | Вірменія     | 1      | 0      | 0      | 1       |
| 11     | Німеччина    | 1      | 0      | 0      | 1       |
| 11     | Греція       | 1      | 0      | 0      | 1       |
| 14     | Азербайджан  | 0      | 2      | 0      | 2       |
| 15     | Єгипет       | 0      | 1      | 1      | 2       |
| 15     | Польща       | 0      | 1      | 1      | 2       |
| 17     | КНР          | 0      | 1      | 0      | 1       |
| 17     | Франція      | 0      | 1      | 0      | 1       |
| 17     | Угорщина     | 0      | 1      | 0      | 1       |
| 17     | Монголія     | 0      | 1      | 0      | 1       |
| 17     | Туркменістан | 0      | 1      | 0      | 1       |
| 22     | Норвегія     | 0      | 0      | 1      | 1       |
| 22     | Пуерто-Рико  | 0      | 0      | 1      | 1       |
| Всього | Всього       | 21     | 21     | 21     | 63      |

## Командний залік
| Місце | Вільна боротьба, чоловіки | Вільна боротьба, чоловіки | Греко-римська боротьба, чоловіки | Греко-римська боротьба, чоловіки | Вільна боротьба, жінки | Вільна боротьба, жінки |
| Місце | Команда                   | Очки                      | Команда                          | Очки                             | Команда                | Очки                   |
| ----- | ------------------------- | ------------------------- | -------------------------------- | -------------------------------- | ---------------------- | ---------------------- |
| 1     | Іран                      | 44                        | Росія                            | 45                               | Японія                 | 47                     |
| 2     | Росія                     | 42                        | Грузія                           | 27                               | Швеція                 | 34                     |
| 3     | Куба                      | 35                        | Куба                             | 26                               | Росія                  | 32                     |
| 4     | Україна                   | 34                        | Болгарія                         | 22                               | Німеччина              | 27                     |
| 5     | Грузія                    | 34                        | США                              | 22                               | Греція                 | 26                     |
| 6     | Узбекистан                | 19                        | Туреччина                        | 21                               | Польща                 | 25                     |
| 7     | Німеччина                 | 19                        | Швеція                           | 20                               | Канада                 | 24                     |
| 8     | Вірменія                  | 16                        | Єгипет                           | 17                               | Україна                | 21                     |
| 9     | Болгарія                  | 15                        | Узбекистан                       | 17                               | Франція                | 21                     |
| 10    | Азербайджан               | 14                        | Вірменія                         | 16                               | КНР                    | 20                     |

## Медалісти

#### Вільна боротьба
| Категорія | Золото                   | Срібло                            | Бронза                    |
| 55 кг     | Рене Монтеро Куба        | Намік Абдуллаєв Азербайджан       | Олександр Захарук Україна |
| 60 кг     | Арам Маргарян Вірменія   | Оюунбілегійн Пуревбаатар Монголія | Мохаммад Талаей Іран      |
| 66 кг     | Ельбрус Тедеєв Україна   | Аліреза Дабір Іран                | Заур Ботаєв Росія         |
| 74 кг     | Мехді Хаджизаде Іран     | Магомед Ісагаджієв Росія          | Володимир Сиротін Україна |
| 84 кг     | Адам Сайтієв Росія       | Йоель Ромеро Куба                 | Маджид Ходаеї Іран        |
| 96 кг     | Ельдар Куртанідзе Грузія | Аліреза Хейдарі Іран              | Вадим Тасоєв Україна      |
| 120 кг    | Давид Мусульбес Росія    | Алексіс Родрігес Куба             | Айдин Полатчі Туреччина   |

#### Греко-римська боротьба
| Категорія | Золото                    | Срібло                      | Бронза                     |
| До 55 кг  | Гейдар Мамедалієв Росія   | Непес Гукулов Туркменістан  | Хассан Ранграз Іран        |
| До 60 кг  | Армен Назарян Болгарія    | Влодзімеж Завадський Польща | Роберто Монсон Куба        |
| До 66 кг  | Джиммі Самуельссон Швеція | Фарід Мансуров Азербайджан  | Манучар Квірквелія Грузія  |
| До 74 кг  | Вартерес Самургашев Росія | Бадрі Хасая Грузія          | Філіберто Аскуй Куба       |
| До 84 кг  | Ара Абрахамян Швеція      | Олександр Меньщиков Росія   | Могамед Абдельфатах Єгипет |
| До 96 кг  | Мехмет Озал Туреччина     | Карам Габер Єгипет          | Алі Моллов Болгарія        |
| До 130 кг | Дремієль Баєрс США        | Міхай Деак-Бардош Угорщина  | Юрій Патрикеєв Росія       |

### Жіноча боротьба
| Категорія | Золото                       | Срібло                       | Бронза                            |
| До 48 кг  | Брігітт Вагнер Німеччина     | Інга Карамчакова Росія       | Іда Геллстрем Швеція              |
| До 51 кг  | Софія Помпоріду Греція       | Ітьо Тіхару Японія           | Наталія Гольц Росія               |
| До 55 кг  | Йосіда Саорі Японія          | Тіна Джордж США              | Іда-Тереза Нерелл Швеція          |
| До 59 кг  | Альона Карташова Росія       | Лотта Андерссон Швеція       | Мабел Фонсека Рамірес Пуерто-Рико |
| До 63 кг  | Ітьо Каорі Японія            | Сара Ерікссон-Діканда Швеція | Лене Онес Норвегія                |
| До 67 кг  | Катерина Бурмістрова Україна | Ліз Гольо-Легран Франція     | Крісті Марано США                 |
| До 72 кг  | Хамаґуті Кьоко Японія        | Ван Сюй Китай                | Едіта Вітковська Польща           |